# 1963년 동독 총선거
1963년 동독 총선은 1963년 10월 20일 동독에서 치러진 총선이다. 민주독일국민전선의 후보들이 99.9%의 찬성으로 모두 선출되었다.

## 선거 결과
| 정당                 | 의석 수 |
| -------------------- | ------- |
| 독일 통일사회당      | 110석   |
| 자유독일무역조합연방 | 60석    |
| 기독교 민주연합      | 45석    |
| 자유민주당           | 45석    |
| 민주농민당           | 45석    |
| 국가민주당           | 45석    |
| 자유독일청년         | 35석    |
| 민주여성연대         | 30석    |
| 동독문화연합         | 19석    |
| 합계                 | 434석   |